# Nijreessingel
De Nijreessingel in Almelo is een oostelijk onderdeel van de Ring Almelo en onderdeel van de N349.
Dit laatste ontbrekende stuk van de ring Almelo werd op 13 oktober 2006 geopend.
De opening ontlaste het drukke verkeer op de Violierstraat. De aanleg kostte de gemeente 42 miljoen euro. De singel loopt langs het Nijreesbos.
De Weezebeek stroomt onder de Nijreessingel door, terwijl vlak ervoor de Nijreessingel met een tunnel onder de Spoorlijn Almelo - Salzbergen doorgaat.